# FCリーフェリング

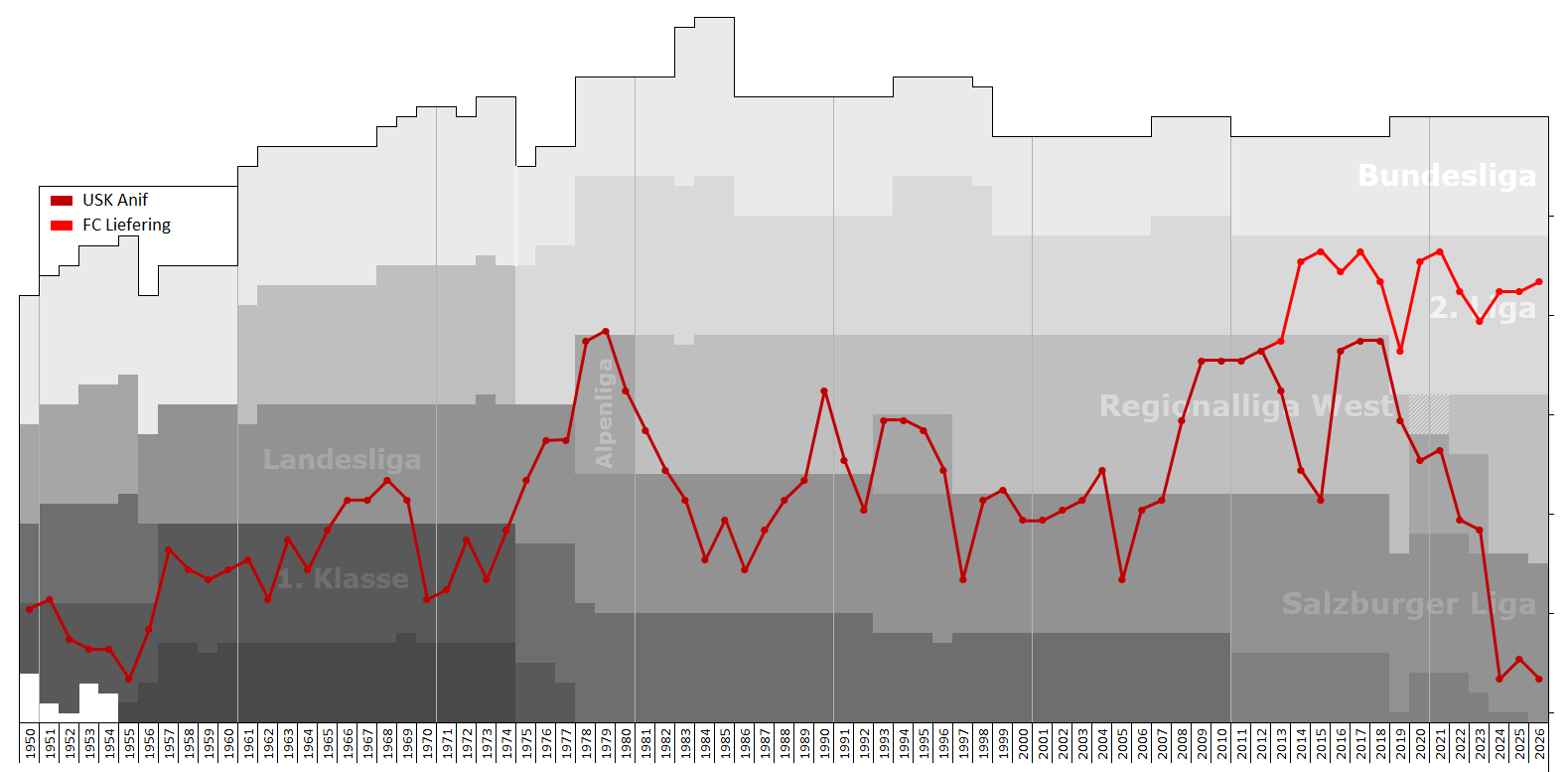
過去成績

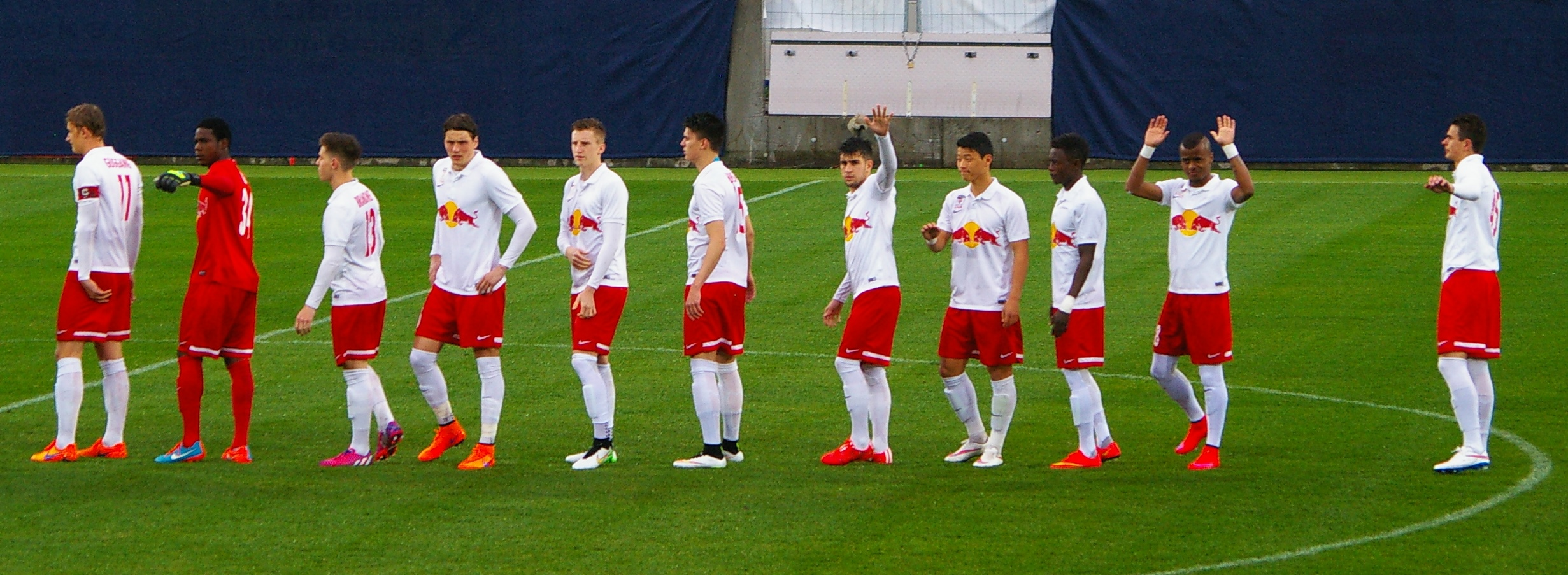
2015年4月17日、TSVハルトベルク戦メンバー

FCリーフェリング（ドイツ語: FC Liefering）は、オーストリアのサッカークラブ。2012年以降レッドブル・ザルツブルクのセカンドチームとして機能している。

## 概要
2011年12月にレッドブル・ザルツブルクが協定を結んだUSKアニフを、2012年6月にレッドブル・ザルツブルクのセカンドチームとし、名称もFCリーフェリングに替えて成立した。セカンドチームであるため、レッドブル・ザルツブルクと同リーグには所属出来ない。
若手選手の育成を中心に行っているため、平均年齢は非常に若く20歳程度となっている。

## 歴史
2011年12月にレッドブル・ザルツブルクはレギオナルリーガ東に所属するFCパッシング、同リーガ西に所属するUSKアニフとの協定を調印した。レッドブル・ザルツブルクのユース年代の監督であったゲラルド・バウムガルトナーがザルツブルクを去り新たにパッシングの監督に就任。それに伴って多くのプレーヤーが両クラブに移籍した。
2011-12シーズン終了後にレッドブル・ザルツブルクII監督のペーター・ヒバラがSKシュトゥルム・グラーツに移籍という船出であったが、2012年6月にFCリーフェリングはUSKアニフを継承する形でレギオナルリーガに参戦した。 2012-13シーズンにレギオナルリーガ西を制し昇格プレーオフを突破、オーストリア・ブンデスリーガ2部への昇格が決まった。
オーストリア2部昇格初シーズンとなる2013-14シーズンは3位。2015年6月にペーテル・ツァイドラーがトップチームの監督に就任したためトーマス・レッチュが監督に就任した。

## タイトル

### アニフ
- アルペンリーガ: 1978-79
- ランデスリーガ: 1988-89
- ザルツブルガー・リーガ: 1988-89, 1992-93, 2002-03, 2006-07
- 1.クラッセ北: 1965, 1974
- 2.クラッセB: 1950
- ザルツブルクカップ: 1978
- ザルツブルクインドアカップ: 1990, 2001, 2002, 2005, 2009

### リーフェリング
- レギオナルリーガ西: 2012-13

## 歴代監督
- オリヴァー・グラスナー 2012 (暫定)
- ペーター・ツァイドラー 2012-2015
- トーマス・レッシュ 2015-2017
- ゲルハルト・ストルバー 2017-2019
- ボー・スヴェンソン 2019-2021
- マティアス・ヤイスレ 2021
- レネー・アウフハウザー 2021-2022

## 歴代所属選手

### GK
| - ファビアン・ブレドロウ 2014-2015 |

### DF
| - アンドレ・ラマーリョ・シルバ 2011-13 - シュテファン・ライナー 2013－14 - ベンノ・シュミッツ 2014 | - ドゥイェ・チャレタ＝ツァル 2014-15 - ダヨ・ウパメカノ 2015-16 - サンドロ・インゴリッチュ 2015-17 |

### MF
| - ヴァレンティーノ・ラザロ 2012-13 - レネー・アウフハウザー 2012-14 - コンラート・ライマー 2014-16 - ディアディ・サマッセク 2015-16 - 奥川雅也 2015-17 | - ザヴェル・シュラーガー 2015-17 - ハネス・ヴォルフ 2015-17 - アマドゥ・ハイダラ 2016-17 - ソボスライ・ドミニク 2016-17 - エノック・ムウェプ 2017-18 |

### FW
| - タクシアルヒス・ファウンタス 2013 - ヨルディ・レイナ 2013-14 - フェリペ・アウグスト・ロドリゲス・ピレス 2014-15 | - 黄喜燦 2014-16 - ラファエル・ドワミーナ 2014-16 - パトソン・ダカ 2017-18 |